# پتاکوویتسه (استان اوپوله)
پتاکوویتسه (به لهستانی: Ptakowice) یک منطقهٔ مسکونی در لهستان است که در گمینا لوین بژسکی واقع شده‌است.